# Malacosteus australis
Malacosteus australis és una espècie de peix de la família dels estòmids i de l'ordre dels estomiformes.

## Morfologia
- Els mascles poden assolir 16,6 cm de longitud total.[4][5]

## Hàbitat
És un peix marí i d'aigües subtropicals que viu entre 500-2.000 m de fondària.

## Distribució geogràfica
Es troba a les aigües subtropicals i temperades de l'hemisferi sud, i a l'Índic equatorial.